# Ginástica artística nos Jogos Olímpicos de Verão de 2016 - Trave
A final da trave da ginástica artística nos Jogos Olímpicos de Verão de 2016 foi realizada na Arena Olímpica do Rio, no dia 15  de agosto.

## Medalhistas
| Ouro   | NED Sanne Wevers     |
| Prata  | USA Laurie Hernandez |
| Bronze | USA Simone Biles     |

## Calendário
Horário local (UTC-3)
| Data                 | Hora  | Fase         |
| -------------------- | ----- | ------------ |
| 7 de agosto de 2016  |       | Qualificação |
| 15 de agosto de 2016 | 15:46 | Final        |

## Qualificatória
| Pos. | Ginasta               | D pontos | E pontos | Pen. | Total  | Notas |
| ---- | --------------------- | -------- | -------- | ---- | ------ | ----- |
| 1    | USA Simone Biles      | 6.700    | 8.933    |      | 15.633 | Q     |
| 2    | USA Laurie Hernandez  | 6.400    | 8.966    |      | 15.366 | Q     |
| 3    | BRA Flávia Saraiva    | 6.300    | 8.833    |      | 15.133 | Q     |
| 4    | NED Sanne Wevers      | 6.300    | 8.766    |      | 15.066 | Q     |
| 5    | ROU Cătălina Ponor    | 6.200    | 8.700    |      | 14.900 | Q     |
| 6    | CHN Fan Yilin         | 6.400    | 8.466    |      | 14.866 | Q     |
| 7    | USA Gabrielle Douglas | 6.300    | 8.533    |      | 14.833 |       |
| 7    | USA Aly Raisman       | 6.300    | 8.533    |      | 14.833 |       |
| 9    | FRA Marine Boyer      | 6.200    | 8.400    |      | 14.600 | Q     |
| 10   | CAN Isabela Onyshko   | 6.500    | 8.033    |      | 14.533 | Q     |
| 11   | GBR Ellie Downie      | 5.900    | 8.600    |      | 14.500 | R     |
| 12   | GBR Amy Tinkler       | 6.200    | 8.300    |      | 14.500 | R     |
| 13   | TUR Tutya Yılmaz      | 6.300    | 8.200    |      | 14.500 | R     |

## Final
| Pos.              | Ginasta              | D pontos | E pontos | Pen. | Total   |
| ----------------- | -------------------- | -------- | -------- | ---- | ------- |
| Medalha de ouro   | NED Sanne Wevers     | 6.600    | 8.866    |      | 15.466  |
| Medalha de prata  | USA Laurie Hernandez | 6.400    | 8.933    |      | 15.3331 |
| Medalha de bronze | USA Simone Biles     | 6.500    | 8.233    |      | 14.733  |
| 4                 | FRA Marine Boyer     | 6.100    | 8.500    |      | 14.6001 |
| 5                 | BRA Flávia Saraiva   | 6.300    | 8.233    |      | 14.533  |
| 6                 | CHN Fan Yilin        | 6.300    | 8.200    |      | 14.500  |
| 7                 | ROU Cătălina Ponor   | 5.800    | 8.200    |      | 14.000  |
| 8                 | CAN Isabela Onyshko  | 6.100    | 7.300    |      | 13.400  |

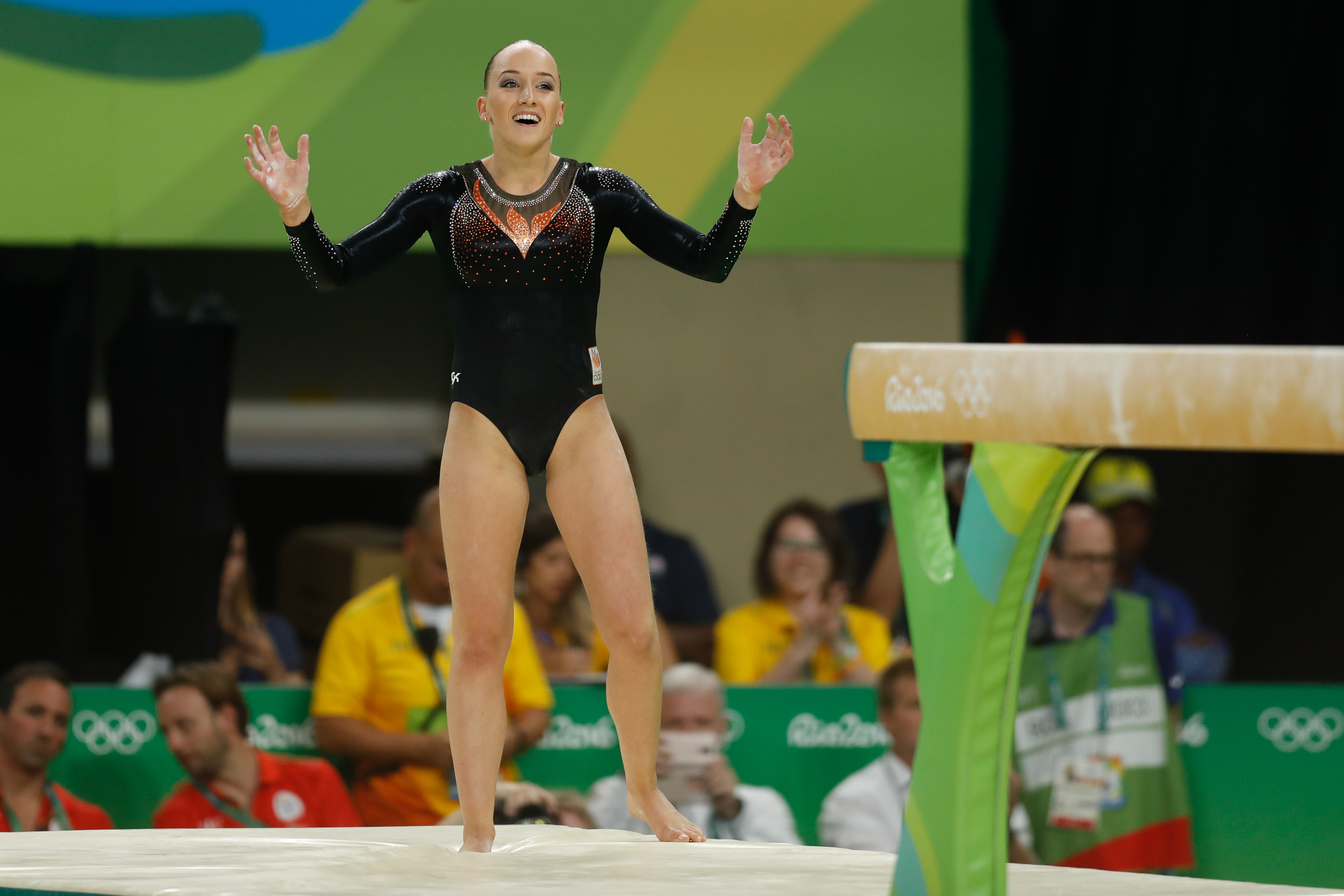
Sanne Wevers após a apresentação na trave.

1. ↑  Hernandez e Boyer reclamaram de suas pontuações, mas ambas as queixas foram rejeitadas.[3]